# Nicolae Cristea
Nicolae Cristea (ur. 11 października 1942) – rumuński zapaśnik walczący w stylu wolnym. Olimpijczyk z Meksyku 1968, gdzie odpadł w eliminacjach w kategorii 57 kg.
Brązowy medalista mistrzostw Europy w 1967; czwarty w 1966 roku.